# تونینیو سرزو
آنتونینیو کارلوس سرزو (به پرتغالی: Antônio Carlos Cerezo) بازیکن فوتبال اهل برزیل است .